# Ein Traummann auf der Titelseite
Ein Traummann auf der Titelseite (Originaltitel: Making of a Male Model) ist ein von ABC in Auftrag gegebenes TV-Drama mit Joan Collins und Jon-Erik Hexum. Der Film wurde am 9. Oktober 1983 erstmals ausgestrahlt.

## Handlung
Die erfolgreiche Model-Agentin Kay Dillon (Joan Collins) trifft bei Außenaufnahmen in Nevada den jungen Landarbeiter Tyler Burnett (Jon-Erik Hexum), den sie auf Grund seines guten Aussehens nach New York einlädt, wo sie ihn als Agentin vertreten will. Burnett, der weder über einen erfolgversprechenden Job verfügt und außerdem gerade von seiner Freundin sitzen gelassen wurde, nimmt das Angebot an und zieht nach New York, wo Dillon ihn in einer Wohngemeinschaft mit dem alternden Männer-Model Chuck Lanyard unterbringt. Lanyard, früher vom Erfolg verwöhnt, verkraftet es nicht, auf Grund seines Alters weniger Aufträge zu bekommen und ist dadurch in Alkohol- und Drogenabhängigkeit geraten. Burnett, der mit den Problemen seines WG-Kollegen zunächst nicht viel anfangen kann, wird in den folgenden Tagen im Auftrag seiner Agentin gestylt und eingekleidet und bekommt schon bald seinen ersten Auftrag als professionelles Fotomodel.
Im Gegensatz zum oberflächlichen Modelalltag sehnt sich Burnett jedoch nach einer Frau, mit der er sich auf dem Land niederlassen kann und wird mehrmals von zwar bildschönen, jedoch karriereorientierten Model-Kolleginnen abgewiesen. Nachdem er jedoch seiner Agentin bei einem Streit mit einem anderen Agenten zur Seite steht, verliebt sie sich in ihn – und er glaubt in ihr die Frau seines Lebens gefunden zu haben, trotz des enormen Altersunterschieds.
Burnett avanciert jedoch bald zu Amerikas gefragtestem Model und für Dillon ist klar, dass eine Beziehung nicht bestehen könnte. Sie zieht sich immer mehr von ihm zurück und als sie ihm klarmacht, dass es keinen Sinn hat auf eine gemeinsame Zukunft zu hoffen, verliert sich Burnett in einer Welt aus Drogen und bedeutungslosen Affären. Erst der unerwartete Tod seines WG-Kollegen veranlasst ihn dazu umzudenken. Er verschwindet über Nacht aus New York und geht zurück nach Nevada, wo Dillon ihn bald aufstöbert und ihn überredet einen letzten Auftrag zu übernehmen, da er andernfalls mit einer vernichtenden Klage eines Auftraggebers rechnen müsse, dessen Auftrag er bereits im Voraus angenommen hatte.
Danach entlässt sie ihn und er kehrt zurück nach Nevada.

## Kritiken
„Glanz und Elend im Modelberuf und Werbe-Milieu: Der Film ist die passende Rampe für Joan Collins als Model-Agentin, die ihren jungen Arizona-Rübezahl durch die melodramatischen Gefahren einer großstädtischen Party-Karriere jagt. Ein parfümierter Modefummel aus der Konfektions-Boutique.“

## Dies und das
- Nach der Veröffentlichung des Filmes wurde in den Medien auch eine private Affäre zwischen der damals 50-jährigen Collins und ihrem 25-jährigen Filmpartner Jon-Erik Hexum vermutet, was Hexum jedoch wiederholt bestritt.

- Der Film war Jon-Erik Hexums erster Spielfilm, der ihm 1983 zu großer Popularität verhalf. Er verstarb jedoch ein Jahr später an einer Gehirnblutung nach einem Unfall mit einer Filmwaffe am Set der US-Serie Mode, Models und Intrigen (Cover Up).